# Вахй
Вахй (араб. وَحْي‎ — «откровение») — в исламе — скрытый и быстрый способ передачи сообщений пророкам напрямую, или через посредников. Такие сообщения являются чётким и недвусмысленным приказом к действию.
По представлениям мусульман, сообщения (вахй) Аллаха избранным среди людей производились различными путями:
1. Праведный сон: Аллах посылал желаемое своим пророкам верным сном. Первое послание пророк ислама получил именно таким способом. То, что он увидел во сне, оказалось один к одному и наяву.
2. Передача (размещение) в сердце пророка сообщения без посредников.
3. Передача словесная (в виде голоса) без посредников, без присутствия говорящего.
4. Передача сообщений через ангела. При этом ангел мог появиться как в своём собственном облике, так и в облике какого-либо человека. Имелись случаи, когда человек воспринимал сообщение, будто исходящее от него самого. Также описывается, что ангел передавал сообщение, оставаясь при этом невидимым. Коран передавался этим, последним способом. Посредником между Всевышним Аллахом и посланником Мухаммедом был ангел Джибриль.

С началом ниспослания Корана Мухаммеду было сообщено об избрании его пророком. Коран ниспосылался иногда по одному аяту, а иногда целыми сурами или частями сур на протяжении 23-х лет. Очень часто аяты ниспосылались в качестве ответа на возникшие вопросы или в затруднительных ситуациях. Последним ниспосланным аятом является 281-й аят суры 2 — Бакара, в переводе смысла которого сказано: «И берегитесь того дня, в который вы будете возвращены к Аллаху; затем всякой душе будет уплачено сполна за то, что она приобрела, и они не будут обижены!» (2:281).